# Florența Crăciunescu
Florența Crăciunescu (dekliški priimek Ionescu, poročena Ţacu), romunska atletinja, * 7. maj 1955, Craiova, Romunija, † 8. junij 2008.
Nastopila je na poletnih olimpijskih igrah v letih 1980 in 1984, ko je osvojila bronasto medaljo v metu diska in osmo mesto v suvanju krogle, leta 1980 pa šesto mesto v metu diska. 
Tudi njena sestra Carmen Ionesco je bila atletinja.